# Taranto Cras Basket 2010-2011
Questa voce raccoglie le informazioni riguardanti il Taranto Cras Basket nelle competizioni ufficiali della stagione 2010-2011.

## Stagione
La stagione 2010-2011 è stata la decima che il Taranto Cras Basket, sponsorizzato Basile Petroli, ha disputato in Serie A1.

## Verdetti stagionali
Competizioni nazionali
- Serie A1: (33 partite)

stagione regolare: 2º posto su 12 squadre (16 vinte, 6 perse);
finale play-off persa contro Schio (2-3).
- Supercoppa italiana: (1 partita)

finale vinta contro Schio (75-72).
- Coppa Italia: (2 partite)

fase a gironi: 2º posto nel primo girone su 3 squadre (1 vinta, 1 persa).
Competizioni europee
- EuroLega: (15 partite)

stagione regolare: 1º posto su 6 squadre nel gruppo A (8 vinte, 2 perse);
play-off: quarti di finale persi contro UMMC Ekaterinburg (0-2).

## Organigramma societario
Area dirigenziale
- Presidente: Angelo Basile
- Vice Presidente: Cosimo D'Antona
- Dirigente responsabile: Roberto Anelli
- Dirigente accompagnatore: Nicola De Florio, Gianluca Santoro
- Team Manager: Pasquale Fasano
- Responsabile marketing: Michele Bozza
- Addetto agli arbitri: Luigi Bon
- Ufficio Stampa: Alessandro Salvatore

Staff tecnico
- Allenatore: Roberto Ricchini
- Vice-allenatore: Mario Buccoliero
- Assistente: Fabio Palagiano
- Preparatore atletico: Cosimo Santarcangelo
- Fisioterapista: Daria Zanardi
- Medico: Fabrizio Novembre

## Roster
|    | Naz.                                       | Ruolo | Sportivo             | Anno | Alt. |  |       |
| -- | ------------------------------------------ | ----- | -------------------- | ---- | ---- |  | ----- |
| 4  | Stati Uniti (bandiera)                     | A     | Megan Mahoney        | 1983 | 183  |  |       |
| 5  | Italia (bandiera)                          | G     | Valentina Siccardi   | 1982 | 182  |  |       |
| 7  | Italia (bandiera)                          | P     | Angela Gianolla      | 1980 | 170  |  |       |
| 8  | Italia (bandiera)                          | C     | Dubravka Dačić       | 1985 | 201  |  |       |
| 9  | Italia (bandiera)                          | A     | Sara Giauro          | 1979 | 190  |  |       |
| 10 | Brasile (bandiera) · Italia (bandiera)     | AC    | Ilisaine Karen David | 1977 | 190  |  | [ 2 ] |
| 11 | Stati Uniti (bandiera) · Italia (bandiera) | G     | Jami Montagnino      | 1985 | 186  |  |       |
| 12 | Belgio (bandiera)                          | P     | Kathy Wambe          | 1981 | 173  |  |       |
| 13 | Francia (bandiera)                         | A     | Élodie Godin         | 1985 | 190  |  |       |
| 14 | Stati Uniti (bandiera)                     | C     | Brooke Smith         | 1984 | 191  |  |       |
| 15 | Italia (bandiera)                          | C     | Silvia Sarni         | 1987 | 188  |  | [ 3 ] |
| 15 | Stati Uniti (bandiera)                     | C     | Sophia Young         | 1983 | 185  |  |       |
| 16 | Italia (bandiera)                          | G     | Sara Petaro          | 1994 | 172  |  |       |
| 20 | Stati Uniti (bandiera) · Italia (bandiera) | P     | Michelle Greco       | 1980 | 174  |  |       |

## Statistiche

### Statistiche delle giocatrici
Campionato (stagione regolare e play-off)
| Giocatrice           | Partite | Partite | Min. | Pun | Tiri da 2 | Tiri da 2 | Tiri da 2 | Tiri da 3 | Tiri da 3 | Tiri da 3 | Tiri Liberi | Tiri Liberi | Tiri Liberi | Rimbalzi | Rimbalzi | Rimbalzi | Palle | Palle | Stopp. | Stopp. | Ass | Falli | Falli | Val. |
| Giocatrice           | Pr      | PG      | Min. | Pun | R         | T         | %         | R         | T         | %         | R           | T           | %           | D        | O        | T        | P     | R     | S      | D      | Ass | F     | S     | Val. |
| -------------------- | ------- | ------- | ---- | --- | --------- | --------- | --------- | --------- | --------- | --------- | ----------- | ----------- | ----------- | -------- | -------- | -------- | ----- | ----- | ------ | ------ | --- | ----- | ----- | ---- |
| Dubravka Dačić       | 27      | 27      | 355  | 177 | 81        | 163       | 50        |           |           |           | 15          | 17          | 88          | 76       | 16       | 92       | 40    | 11    | 2      | 7      | 10  | 56    | 11    | 126  |
| Ilisaine Karen David | 7       | 7       | 144  | 43  | 15        | 28        | 54        |           |           |           | 13          | 21          | 62          | 20       | 3        | 23       | 18    | 3     |        |        | 4   | 18    | 21    | 37   |
| Angela Gianolla      | 33      | 33      | 618  | 134 | 37        | 68        | 54        | 10        | 34        | 29        | 30          | 36          | 83          | 37       | 9        | 46       | 63    | 24    | 4      |        | 53  | 28    | 49    | 150  |
| Sara Giauro          | 32      | 31      | 523  | 154 | 66        | 118       | 56        | 1         | 2         | 50        | 19          | 26          | 73          | 37       | 21       | 58       | 29    | 24    | 1      | 5      | 12  | 42    | 26    | 147  |
| Élodie Godin         | 33      | 33      | 734  | 190 | 77        | 191       | 40        | 0         | 5         | 0         | 36          | 51          | 71          | 145      | 40       | 185      | 51    | 36    | 4      | 28     | 41  | 88    | 81    | 284  |
| Michelle Greco       | 31      | 26      | 677  | 203 | 64        | 137       | 47        | 18        | 39        | 46        | 21          | 30          | 70          | 64       | 18       | 82       | 34    | 45    | 2      | 4      | 45  | 37    | 33    | 236  |
| Megan Mahoney        | 33      | 32      | 846  | 357 | 98        | 216       | 45        | 29        | 88        | 33        | 74          | 97          | 76          | 117      | 42       | 159      | 65    | 43    | 10     |        | 73  | 70    | 112   | 399  |
| Jami Montagnino      | 33      | 33      | 551  | 183 | 20        | 54        | 37        | 38        | 91        | 42        | 29          | 34          | 85          | 36       | 4        | 40       | 27    | 18    | 5      | 2      | 13  | 45    | 26    | 113  |
| Silvia Sarni         | 3       | 3       | 29   | 12  | 6         | 8         | 75        | 0         | 1         | 0         |             |             |             | 4        | 2        | 6        |       | 1     |        |        | 1   | 2     |       | 15   |
| Valentina Siccardi   | 32      | 32      | 489  | 112 | 33        | 73        | 45        | 11        | 38        | 29        | 13          | 17          | 76          | 42       | 12       | 54       | 27    | 21    | 1      | 1      | 19  | 64    | 23    | 67   |
| Brooke Smith         | 9       | 9       | 175  | 80  | 36        | 51        | 71        |           |           |           | 8           | 12          | 67          | 36       | 11       | 47       | 17    | 8     | 1      | 2      | 9   | 18    | 18    | 109  |
| Kathy Wambe          | 33      | 30      | 747  | 237 | 89        | 164       | 54        | 1         | 30        | 3         | 56          | 93          | 60          | 83       | 13       | 96       | 72    | 56    | 7      | 2      | 77  | 59    | 123   | 312  |
| Sophia Young         | 24      | 24      | 712  | 294 | 120       | 250       | 48        | 3         | 10        | 30        | 45          | 78          | 58          | 84       | 44       | 128      | 56    | 59    | 3      | 2      | 22  | 49    | 77    | 304  |